# Александър Попов (електрохимик)
Вижте пояснителната страница за други личности с името Александър Попов.
Александър Крумов Попов е български електрохимик, академик на Българска академия на науките.

## Биография
Роден е на 8 февруари 1942 г. в София. През 1967 г. завършва Химическия факултет на Софийския университет и постъпва на работа в новосъздадената Централна лаборатория по електрохимични източници на ток (ЦЛЕХИТ) на Българската академия на науките, в която преминава през всички научни степени – от химик до старши научен сътрудник I степен. През 1980 г. защитава дисертация за научната степен „кандидат на химически науки“, а през 1996 г. става „доктор на химическите науки“. През 2004 г. е избран за член-кореспондент, а през 2008 г. – за академик на БАН.
Основните му научни интереси са в областта на електрокристализация на металите, двоен електричен слой и електрохимична адсорбция, електрокатализ, нови материали с възможно приложение във водородната енергетика и екология.
В продължение на 10 години изнася лекции в Югозападния университет „Неофит Рилски“ в Благоевград, където през периода 1995 – 2000 г. е заместник-декан на Природо-математическия факултет. Акад. Попов ръководи десетки дипломанти, докторанти и специализанти.
В ЦЛЕХИТ (ИЕЕС) е член на Научния съвет, а от 2003 до 2009 г. е негов председател. Председател е на Комисията по химически науки на Висшата атестационна комисия (2000 – 2006), заместник-директор на Института по електрохимия и енергийни системи – БАН. През периода 1991 – 1996 г. е член на Общото събрание на БАН. През 1996 г. е избран за научен секретар на БАН, отговарящ за химическите науки, през 2007 г. е назначен за и. д. главен научен секретар на БАН, а през периода 2008 – 2012 г. е заместник-председател на БАН.
През периода 1998 – 2005 г. е определен от Министъра на образованието и науката за контактно лице в България по иновациите в малките и средни предприятия към Европейската комисия в Брюксел. След специализиран курс в Германия през 1999 г. получава сертификат за лицензиран съветник по изследвания в Европа. През периода 2002 – 2009 г. е включен в състава на Националния консултативен съвет за малки и средни предприятия към Министерство на икономиката и енергетиката. През 2003 г. е избран за председател на новоучреденото Българско водородно общество, което е член на Европейската водородна асоциация и др.
Носител е на отличията Почетен знак „За заслуги към БАН“, Почетен знак на БАН „Проф. Марин Дринов“, Почетна награда на Руската академия за естествени науки и др.
Умира на 20 април 2020 г. в София.